# Bar (Ucraïna)
Bar és una antiga ciutat polonesa avui en dia pertanyent a Ucraïna, localitzada a la vora del riu Rov. El 2005, la població era aproximadament d'uns 17.200 habitants.
Al segle xvi, la reina de Polònia Bona Sforza va fundar una fortalesa al costat del riu i l'anomenà Bar, en honor de la seva ciutat natal de Bari, a Itàlia. La fortalesa va resistir diversos assetjaments al llarg de la història, al punt que molts la consideraven inexpugnable. No obstant això, durant la revolta del 1648, va ser capturada pels cosacs sota el comandament de Bohdan Khmelnitski. La població va patir danys importants i en seguí una forta emigració.

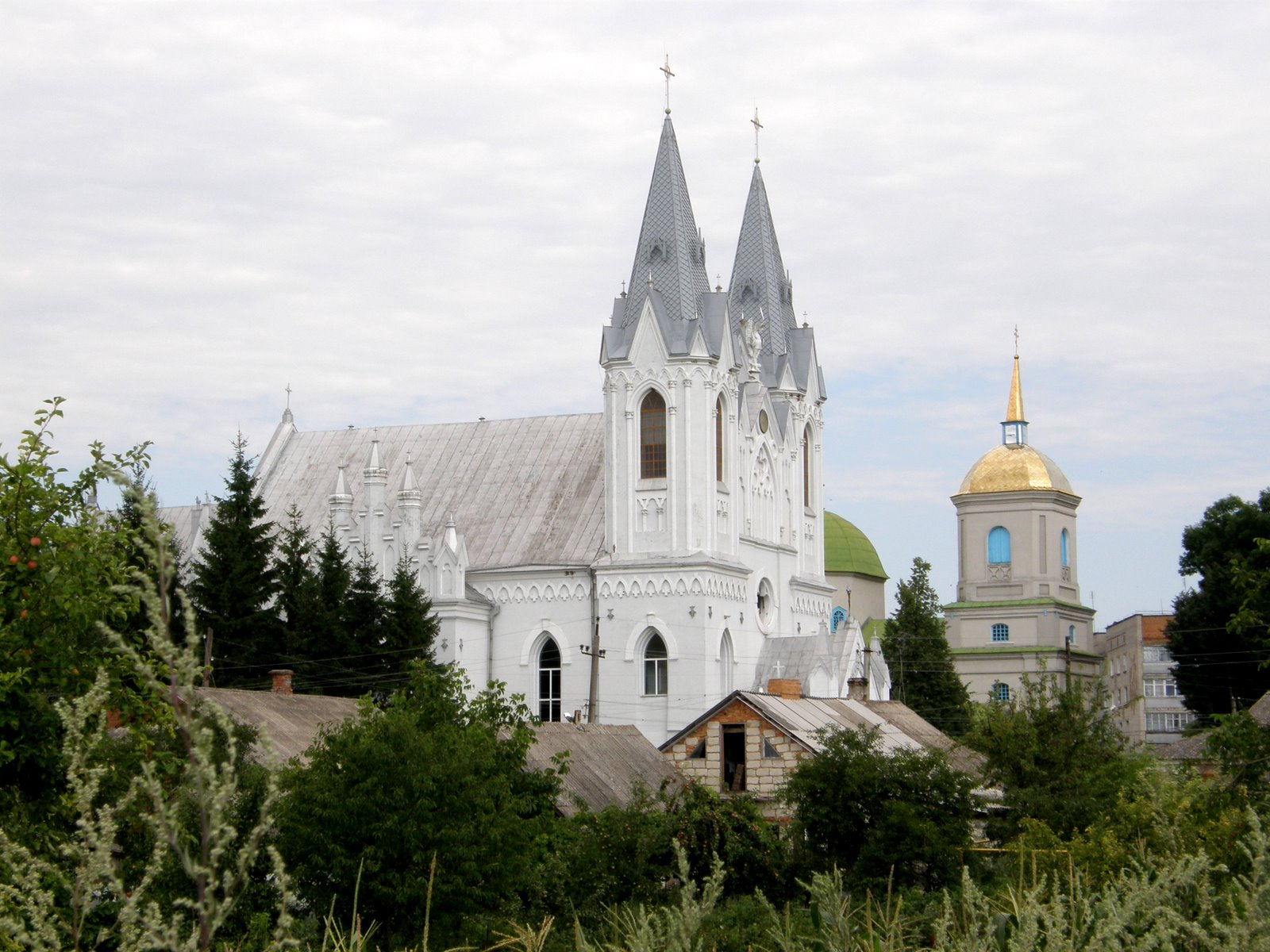
Església Catòlica del 1811

Després de ser capturada per l'Imperi Otomà, la ciutat es va transformar en la seu administrativa de la regió. El 12 de novembre del 1672, la població i la fortalesa foren recuperats per Joan III Sobieski, després d'un setge que va durar quatre dies.
A Bar es constituí el 29 de febrer del 1768 la Confederació de Bar, coalició per oposar-se a la intervenció russa a Polònia, i en favor dels privilegis de la noblesa camperola i de l'Església Catòlica.